# 蒙塞
蒙塞（法語：Montcet，法語發音：[mɔ̃sɛ]）是法国东部安省的一个市镇，属于布雷斯地区布尔格区。

## 地理
蒙塞（46°12'45"N, 5°6'45"E）面积6.68 平方千米，位于法国奥弗涅-罗讷-阿尔卑斯大区安省，该省份为法国东部省份，北起汝拉省，西北接索恩-卢瓦尔省，西接罗讷省和里昂大都会，南至伊泽尔省，东与萨瓦省、上萨瓦省和瑞士接壤。
与蒙塞接壤的市镇（或旧市镇、城区）包括：比埃拉斯、蒙拉科勒、波利亚、旺丹。

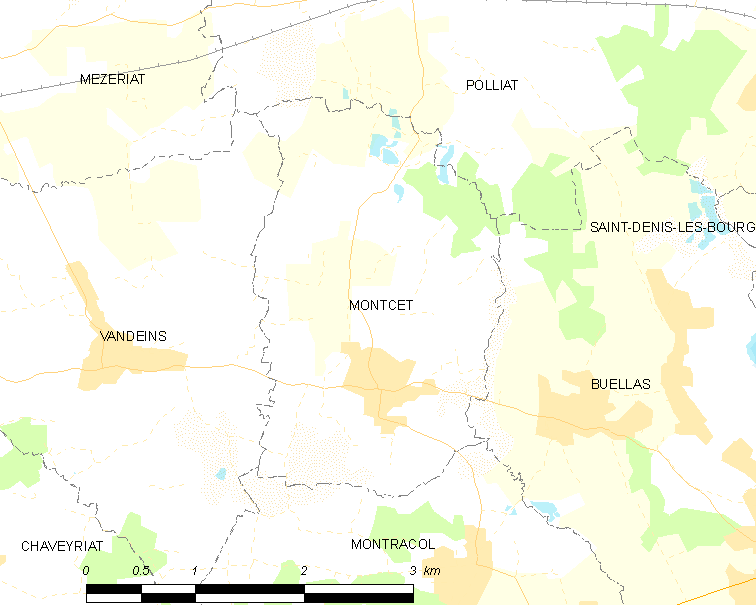
蒙塞的OSM定位图

蒙塞的时区为UTC+01:00、UTC+02:00（夏令时）。

## 行政
蒙塞的邮政编码为01310，INSEE市镇编码为01259。

## 政治
蒙塞所属的省级选区为阿蒂尼亚县。

## 人口

1962-2008年间蒙塞人口变化图示

蒙塞于2022年1月1日时的人口数量为715人。